# Eric Ross
Eric Ross (Carbondale (Pennsylvania), VS, 1948) is een Amerikaans componist en avant-garde muzikant, woonachtig in New York. Ross is als multi-instrumentalist bekend met de piano, synthesizer, gitaar en de theremin. Hij geniet wereldwijd faam als een van de leidende figuren binnen de wereld van de improvisatiemuziek en als een van de pioniers van de thereminmuziek. Hij is een van de sleutelfiguren in de hedendaagse elektronische muziek.
Ross studeerde aan de State University of New York, zag zijn ‘Concerto for Orchestra’ in première gaan op de Lincoln Center in New York en bracht in 1982 zijn eerste soloplaat uit, getiteld ‘Songs For Synthesized Soprano’. Vanaf de jaren 70 heeft hij meer dan 20 jaar zijn eigen Eric Ross Ensemble gehad. Diverse musici hebben hierin plaatsgehad zoals de jazzmusici John Abercrombie, Larry Coryell, Andrew Cyrille, Oliver Lake, Leroy Jenkins, en de nieuwe-muziekvirtuosen Robert Dick, Lydia Kavina, Youseff Yancy. Hij heeft ook samen gespeeld met de blueslegenden Champion Jack Dupree, Lonnie Brooks, Sonny Terry en Brownie McGhee.
Ross heeft door Europa en de Verenigde Staten getoerd. Zo trad hij op op het Newport Jazz Festival, Toronto en Ottawa Jazz Festivals, Holland Festival, en op het Gilmore International Keyboard Festival. Met zijn vrouw Mary Ross, die gespecialiseerd is in videokunst en fotografie, geeft hij multimediaoptredens waarin muziek, beeldende kunst en dans met elkaar worden verenigd.
Als docent geeft Eric Ross les in theremin, piano, gitaar en elektronische muziek op scholen en conservatoria door heel de Verenigde Staten en Europa. Hij was hoofddocent aan de First International Theremin Festival en wordt beschouwd als de belangrijkste exponent van Frederick W. Riesberg, Franz Liszts laatste leerling. Ross was bevriend met Robert Moog, de uitvinder van de synthesizer, en met Clara Rockmore, een virtuoos op theremin. Léon Theremin en Eric Ross hebben voor elkaar gespeeld op de theremin toen de naamgever van het gelijknamige instrument in New York was. Ook heeft Ross samengewerkt met Theremins nicht Lydia Kavina bij het creatieproces van ‘An Overture for 14 Theremins’.
In 2006 was Eric Ross nog gastmuzikant op de cd ‘Cosmology’ van Aqi Fzono, de cd werd de best verkochte cd in Japan.